# ОКБ Сухого
Опытно-конструкторское бюро П. О. Сухого — советская и российская организация — разработчик авиационной техники. С 1 июня 2022 года является обособленным подразделением ПАО «ОАК».
Создавалась как государственный завод № 51, позднее Московский машиностроительный завод «Кулон». В 2000-е годы ОКБ Сухого входило в авиационный холдинг «Компания „Сухой“»: до 1 января 2013 как отдельное юридическое лицо ОАО «ОКБ Сухого», с 1 января 2013 года — как филиал, с сохранением наименования ОКБ Сухого.

## История

### Создание и довоенные годы
Берёт своё начало с бригады № 4 АГОС ЦАГИ, которую в октябре 1930 года возглавил П. О. Сухой. Именно с этого момента начинается формирование конструкторского коллектива будущего КБ.
В последующие девять лет этим коллективом, когда он находился в составе КБ А. Н. Туполева были созданы:
- истребители: серийные — И-4, И-14, опытные — И-8, ДИП;
- рекордный самолёт РД, на котором экипажи В. П. Чкалова и М. М. Громова совершили ряд выдающихся перелётов, а экипаж М. М. Громова установил абсолютный мировой рекорд дальности полёта по прямой — 10148 км, преодолев это расстояние за 62 часа 17 мин;
- дальний бомбардировщик ДБ-2, на доработанном варианте этого самолёта — «Родина» женский экипаж В. С. Гризодубовой совершил беспосадочный перелёт из Москвы на Дальний Восток;
- многоцелевой самолёт ББ-1 (ближний бомбардировщик, с 1940 года — Су-2, известен также под обозначением «Сталинское задание», «Иванов»), который первым из «семейства Сухих» строился большой серией (910 самолётов) и в вариантах ближнего бомбардировщика и артиллерийского разведчика-корректировщика принимал активное участие в Великой Отечественной войне, хотя как тип самолёта подобного класса он себя исчерпал. Его вытесняли более приспособленные для боёв над полем боя штурмовики Ил-2.[2]

Днём рождения КБ П. О. Сухого является 29 июля 1939 года — дата выхода постановления Правительства, по которому бригада конструкторского бюро Московского завода № 156 для внедрения ББ-1 в серию, возглавляемая Павлом Осиповичем Сухим, была в полном составе переведена из Москвы в Харьков на серийный завод № 135, осваивавший выпуск самолётов Су-2. П. О. Сухой был назначен главным конструктором завода. Затем перевод в Подлипки на завод № 289, эвакуация в Пермь и, по возвращении, новое место работы — территория завода № 464 в Тушино. Несмотря на все трудности связанные с перемещением, коллектив КБ П. О. Сухого продолжал работы по созданию новых образцов авиационной техники.
В предвоенные годы и первые годы Великой Отечественной войны коллектив обеспечивает серийный выпуск самолётов Су-2, в период с 1940 по 1942 год их было выпущено 893 экз. Они успешно сражались на фронтах Великой Отечественной войны.

### После Великой Отечественной войны и до роспуска в 1949 году
Дальнейшая деятельность коллектива направлена на создание:
- модификаций самолёта Су-2;
- опытного бронированного штурмовика Су-6 в одноместном и двухместном вариантах, за который в 1943 году, П. О. Сухой был удостоен Сталинской премии I степени, которую он передал в Фонд обороны. Заводские испытания завершились в августе 1941 года, в дальнейшем в конструкцию Су-6 был внесён ряд конструктивных изменений, которые позволили получить более высокие полётные показатели, по сравнению со штурмовиками Ил-2 и Ил-8, Однако из-за проблем с доводкой мотора АМ-42, в серийное производство Су-6 так и не был запущен. Весной 1945 года все работы по штурмовику были прекращены.[4]
- опытного пушечного истребителя Су-1 (Су-3); Самолёт проектировался как истребитель повышенной высотности. В июне 1940 года совершил первый полёт. В апреле 1941 года работы по самолётам Су-1 и Су-3 были прекращены.[5]
- опытного дальнего двухместного бронированного штурмовика Су-8, самолёт проектировался как одноместный бронированный штурмовик с двумя моторами воздушного охлаждения. Назначение самолёта — нанесение бомбоштурмовых ударов, огневая поддержка своих войск в наступлении на большом удалении от своих аэродромов, то есть Су-8 накрывал абсолютно все боевые задачи поддержки наземных войск при проведении как глубокой наступательной, так и оборонительной операций. К сожалению, в связи с тем, что не был налажен крупносерийный выпуск двигателей в серии Су-8 не строился.[6]
- экспериментальных истребителей Су-5 и Су-7 (1944)  с комбинированными силовыми установками. В апреле 1945 года совершил первый полёт истребитель перехватчик Су-5 с комбинированной силовой установкой, которая состояла из поршневого двигателя с воздушным винтом и дополнительного воздушно-реактивного двигателя, выполнявшего функцию ускорителя. В ноябре 1946 года работы по самолёту были прекращены.[7] Экспериментальный истребитель Су-7 совершил первый полёт в январе 1945 года . На истребителе основной поршневой мотор дополнялся жидкостным ракетным ускорителем.[2]

Начиная с 1945 года, ОКБ ведёт разработку и постройку:
- реактивных истребителей Су-9. Опытный реактивный фронтовой истребитель Су-9 совершил первый полёт в ноябре 1946 года, в августе 1947 года Су-9 участвовал в воздушном параде в Тушино. Серийно самолёт не строился.[2]
- Опытный реактивный фронтовой истребитель Су-11 первый полёт в мае 1947 года, заводские испытания самолёта завершены в апреле 1948 года, на государственные испытания самолёт не передавался, серийно не строился.[2].
- Су-13 являлся модернизацией истребителя Су-11, проект разработали в 1947 году, на машину планировали установить двигатели британского производства. Проект Су-13 так и не был окончен и был закрыт летом 1948 года.[8]
- Опытный реактивный истребитель-перехватчик Су-15 совершил первый полёт в январе 1949 года. заводские испытания были прерваны в июне 1949 года в связи с аварией, в которой был потерян первый опытный самолёт, причину аварии установить не удалось. Второй опытный экземпляр не достраивался, в связи ликвидацией, в конце 1949 года, ОКБ П. О. Сухого.[2]
- Су-17 — первый отечественный самолёт с комбинированной системой спасения, состоящей из отделяемой кабины пилота и катапультируемого кресла. Самолёт был построен в 1949 году, однако из-за ликвидации ОКБ, лётные испытания не проходил.[9]
- Су-10 — опытный четырёхмоторный реактивный бомбардировщик, был построен в 1948 году и проходил наземные испытания, в середине 1948 года работы по самолёту были прекращены. Готовый самолёт был передан в МАИ , в качестве учебного пособия.[10]
- Су-12 — опытный разведчик-корректировщик огня. Первый полёт август 1946 года. В августе 1948 года принимал участие в воздушном параде в Тушино. Самолёт был рекомендован в серию, однако серийно не строился.[11]

На базе бомбардировщика Ту-2 создаётся и запускается в серийное производство учебно-тренировочный бомбардировщик УТБ-2, который предназначался для обучения экипажей бомбардировочной авиации. Серийно строился с 1947 по 1949 год, всего было выпущено 176 самолётов. Часть этих машин в начале 50-х годов была поставлена на экспорт в Польшу и Китай.
Кроме того, ведётся проектирование пассажирских и десантно-грузовых самолётов, реактивного штурмовика Су-14 Архивная копия от 30 мая 2016 на Wayback Machine и ряда других самолётов.
14 ноября 1949 года решением правительства ОКБ было ликвидировано. Одной из причин ликвидации КБ была авария самолёта Су-15 (1949).
За период с 1939 по 1949 годы в КБ, руководимом П. О. Сухим, были разработаны, изготовлены и испытаны более полутора десятков самолётов, обладавших отличными лётно-техническими характеристиками. Ни один из этих самолётов, кроме самолёта Су-2, не производился серийно.
Причины этого — в сложных условиях военного времени, в недоведённости двигателей, турбокомпрессоров. Неясно, почему, в чьих интересах было принято решение о расформировании коллектива, вступившего, по существу, в этап освоения сверхзвуковых скоростей полёта, решение, приведшее, как показали дальнейшие события, к задержке развития отечественной сверхзвуковой авиации на несколько лет.

### Возобновление деятельности (1953)
В мае 1953 года КБ было восстановлено, П. О. Сухой был назначен главным конструктором ОКБ-1, сформированного в 1952 году с целью определения возможности использования конструктивно-технологических решений, применённых на американском самолёте «Сейбр». В ноябре 1953 года в качестве производственной базы ему был определён завод № 51, переименованный в 1965 году в ММЗ «Кулон».
«Второе рождение» ОКБ по времени совпало с появлением сверхзвуковой реактивной авиации. В августе 1953 года вышло постановление правительства, по которому ОКБ П. О. Сухого поручалось создание двух совершенно новых типов истребителей. Поэтому основными направлениями в работе конструкторского коллектива на начальном этапе стали сверхзвуковые истребители С-1 и Т-3. В то время в ЦАГИ не могли определиться крыло какого вида в плане лучше для реактивных самолётов — треугольное или стреловидное. Так в ОКБ Сухого решили развивать оба варианта, присвоив изделиям шифры Т — треугольное крыло, С — стреловидное. Эти две темы стали основными для ОКБ на ближайшие десять лет. Первый полёт фронтового истребителя С-1 состоялся в сентябре 1955 года. В 1957 году запущен в серию под обозначением Су-7. Серийное производство этих истребителей продолжалось более 15 лет, было выпущено более 1800 машин различной модификации, самолёты поставлялись на экспорт в девять стран мира. На базе С-1 создаётся семейство истребителей-бомбардировщиков Су-7 (Су-7Б-серийный вариант; Су-7БМ-с увеличенным запасом топлива, тормозными парашютами и катапультируемым с нулевой высоты креслом; Су-7БКЛ-для посадки на неподготовленную ВВП; Су-7БМК-с системой слепой посадки; Су-7У и Су-7УМ-двухместные учебно-тренировочные). ОКБ Сухого спроектировало истребитель-перехватчик с треугольным крылом Т-3, который стал прототипом перехватчиков Су-9 и Су-11. Первый полёт Т-3 совершил в июле 1957 года. Серийно было выпущено более 1100 самолётов. Самолёты этого типа в 1960-е годы были самыми скоростными в СССР и оставались на вооружении вплоть до 1980 года. В мае 1962 года совершил первый полёт всепогодный перехватчик Су-15 (Т-58), который отличался высокой степенью автоматизации полёта. Было построено около 1500 самолётов Су-15 различных модификаций. С-21И , первый отечественный самолёт с крылом изменяемой стреловидности, совершил первый полёт в августе 1966 года и стал прототипом истребителя-бомбардировщика Су-17. Истребитель-бомбардировщик Су-17 родоначальник самого большого семейства модификаций самолётов марки Су. Серийный выпуск Су-17 осуществлялся с 1969 по 1973 годы. Серийный выпуск различных модификаций Су-17 продолжался до 1990 года. Опытный Т-3 послужил основой для первого отечественного авиационного ракетного комплекса перехвата целей Су-9-51 и созданных позднее комплексов Су-11-8М и Су-15-98(М). В дальнейшем сохраняется принцип присвоения «заводских» шифров самолётам по форме крыла в плане (С-80 -> Су-80, Т-10 -> Су-27 и др.). Хотя чем дальше, тем больше этот принцип носит условный характер.

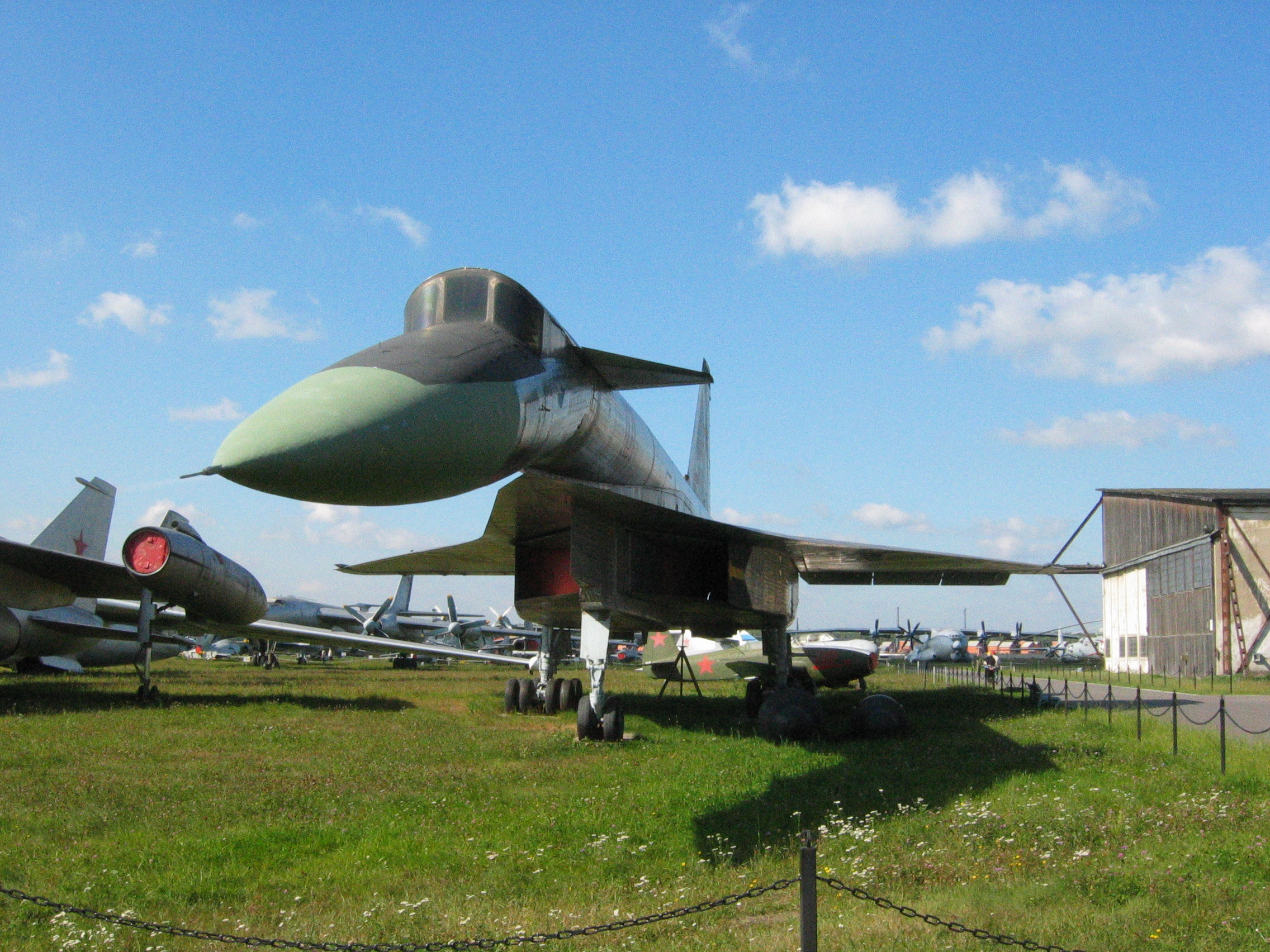
Т-4 («Сотка»)

С 1962 года ведутся работы по созданию дальнего ударно-разведывательного комплекса Т-4, первый полёт опытной машины состоялся 22 августа 1972 года. Впервые в практике авиастроения на этом самолёте были внедрены: сварной планер из титана и высокопрочных сталей, электродистанционная система управления, высокотемпературная многократно резервированная гидравлическая система сверхвысокого давления, многоцилиндровые гидроприводы рулевых поверхностей, автомат тяги, регулируемый воздухозаборник смешанного сжатия, внутренние отсеки вооружения и многие другие оригинальные устройства и технологические решения, это было связано с необходимостью разработки конструкции и систем, работающих в условиях высоких рабочих температур, определявшихся заданной крейсерской скоростью до 3200км/ч.
Лётные испытания Т-4, начатые в августе 1972 года, проходили без серьёзных замечаний к материальной части. Были сняты все опасения, связанные с использованием электродистанционного управления и электрогидравлических рулевых приводов, подтвердили свою работоспособность основные системы самолёта. В октябре 1974 г. неожиданно для руководства и коллектива КБ работа по теме была прекращена на этапе лётных испытаний опытного самолёта. Через много лет выяснилось, что самолёт Т-4 составил серьёзную конкуренцию разработкам ОКБ А. Н. Туполева, что явилось причиной прекращения работы по этому самолёту.
В 1969 году поднимается в воздух фронтовой бомбардировщик Су-24 с крылом изменяемой стреловидности, первый советский всепогодный ударный самолёт. Был принят на вооружение в 1975 году. Су-24 строился серийно, и имел несколько модификаций. Серийное производство всех модификаций было прекращено в 1993 году, всего было построено около 1200 бомбардировщиков. В настоящее время средний возраст Су-24, состоящих на вооружении ВВС России, превышает 25 лет и до 2020 года все самолёты должны быть списаны. В настоящее время находится на вооружении ВВС РФ и ряда других стран.
15 сентября 1975 года ушёл из жизни основатель ОКБ, П. О. Сухой. Генеральным конструктором был назначен Е. А. Иванов.
В 1975 году выполнил первый полёт бронированный штурмовик Су-25, предназначенный для поражения целей на поле боя. Су-25 — первый советский серийный реактивный штурмовик, имеет несколько модификаций и в настоящее время составляет основу армейской авиации РФ. Первые Су-25 стали поступать в строевые части в апреле 1981 года. . В 1984 Су-25 была создана модификация для уничтожения танков и другой бронетехники (Су-25Т). Штурмовики Су-25 принимали активное участие в боевых действиях в Афганистане. После модернизации самолёт получил название Су-39. Но широкого распространения он не получил, так как время его появления пришлось на начало 90-х годов — он был довольно дорог. В настоящее время ведётся модернизация парка самолётов Су-25 путём тотальной замены бортового оборудования и изношенных частей самолёта без изменения его конструкции. Интересный факт — стоимость модернизации одного самолёта меньше, чем стоимость его утилизации. Модернизированные таким образом самолёты носят название Су-25СМ с более современным оборудованием и вооружением, Су-25УБМ учебно-боевой двухместный самолёт, Су-25К и Су-25УТГ учебные самолёты для тренировки пилотов палубной авиации, Су-25Т противотанковый самолёт. Су-25 серийно производился с 1977 по 1991 годы. В настоящее время Су-25 основной штурмовик российских военно-воздушных сил. В ближайшее время планируется модернизировать все имеющиеся самолёты в соответствии с модификацией Су-25МС, кроме того все штурмовики пройдут капитальный ремонт, что позволит продлить срок их службы на 20 лет.

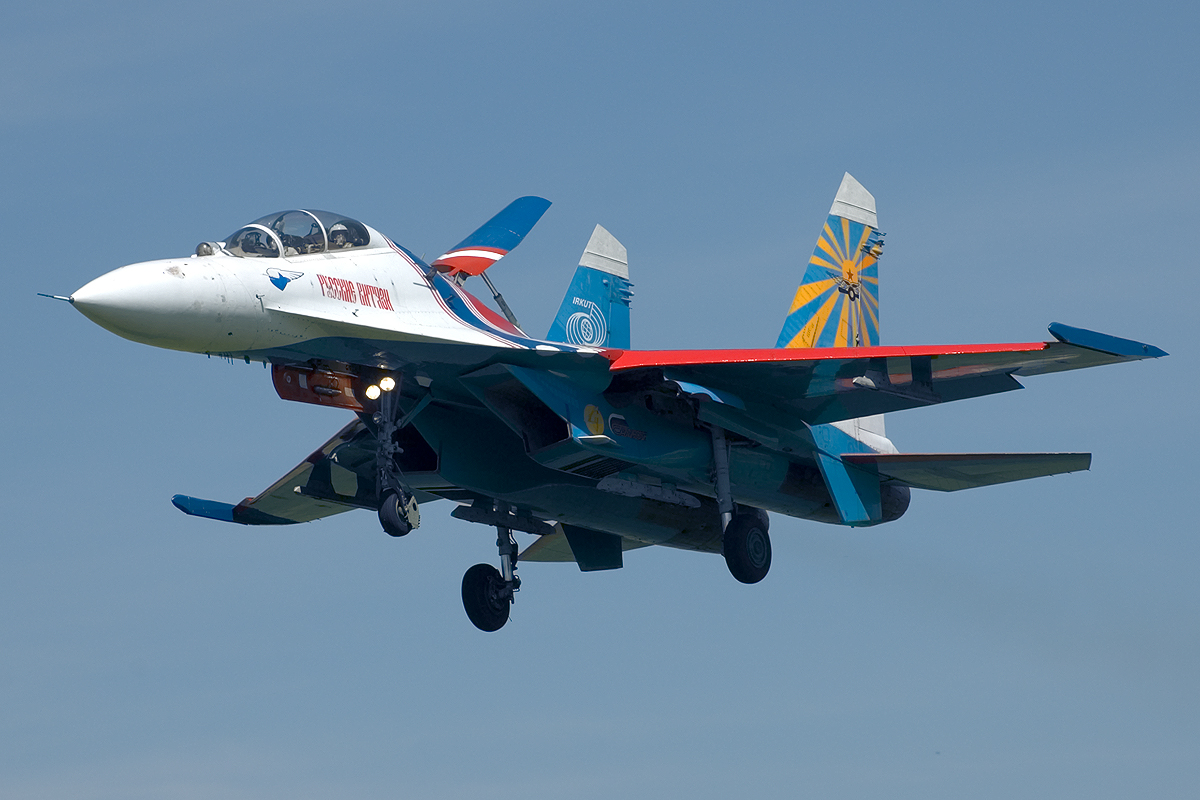
Су-27

### Разработка истребителей 4-го поколения
В 1969 году в ОКБ приступают к разработке истребителя четвёртого поколения, в конструкции которого были реализованы интегральная компоновка, аэродинамическая схема со статической неустойчивостью в продольном канале, система электродистанционного управления. А в 1977 году прототип истребителя Су-27 совершает первый полёт, госиспытания завершились в декабре 1981 года, а на вооружение Су-27 стали поступать летом 1985 года. В ходе испытаний с 1977 по 1981 годы в катастрофах погибли четыре лётчика-испытателя ОКБ, в этой ситуации было принято решение о смене руководства ОКБ. В январе 1983 года Генеральным конструктором был назначен М. П. Симонов. Под его руководством разрабатывались новые модификации Су-27. Су-27 разрабатывался как дальний перехватчик и истребитель для сопровождения истребительной авиации и ПВО.
В последующие годы на базе Су-27 созданы: Су-27УБ, Су-30, Су-32, Су-33. Су-27УБ — учебно-боевой, Су-33 — палубный истребитель, Су-30, Су-27М, Су-31 — многоцелевые истребители, Су-34 — фронтовой бомбардировщик, Су-35 — многоцелевой истребитель без переднего горизонтального оперения с двигателем с системой управления вектора тяги.
Постановлением Совета Министров СССР от 10 ноября 1975 года ММЗ «Кулон» был переименован в Московский машиностроительный завод имени П. О. Сухого.
В конце 1980-х годов в ОКБ им. Сухого осуществлён прорыв в область режимов сверхманёвренности — в область, которая до настоящего времени не освоена самолётами других фирм мира, за исключением самолётов РСК МиГ. Манёвры на режимах сверхманёвренности «кобра Пугачёва», «колокол», «хук» выполняют лётчики-испытатели на самолётах Су-27, Су-30, Су-33.

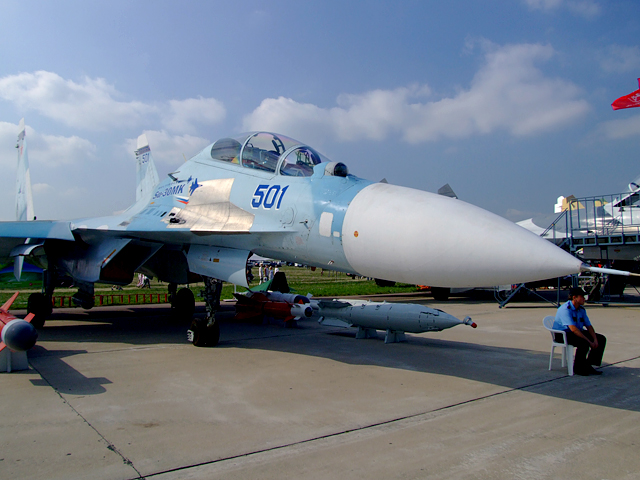
Су-30МК на МАКС-2007

В середине 1990-х годов самолёты «Су» были оснащены двигателями с управляемым вектором тяги, что позволило существенно расширить область освоенных режимов сверхманёвренности, исключить проблемы сваливания и штопора и повысить престиж самолёта марки «Су» как наиболее безопасного и свободного от ряда серьёзных ограничений в манёвренном воздушном бою.
Для реализации наработок по конструктивным решениям, освоения новых материалов и технологических процессов, создаётся опытно-экспериментальный самолёт Су-47 (первый полёт в 1997 году), который ошибочно принимается СМИ за новый боевой самолёт и «награждается» за свой непривычный внешний вид многочисленными выдуманными качествами и возможностями.
В конце 80-х финансирование «оборонки» падает практически до нуля. В этой ситуации руководство ОКБ вынуждено самостоятельно искать средства для продолжения работ. В это время М. П. Симонов впервые озвучивает перед политическим руководством страны предложение о продаже Су-27 на экспорт, и 1990 году ОКБ получило такое разрешение. Был заключён контракт на поставку Су-27 в КНР, в дальнейшем подобные соглашения были заключены с рядом других государств. Наличие этих контрактов позволило ОКБ выжить и сохранить кадры. Су-27 оказался востребован на мировом рынке вооружений.

## Спортивные самолёты
Опыт по созданию авиационной техники, накопленный коллективом ОКБ за многие десятилетия, позволил создать семейство спортивно-пилотажных самолётов Су-26, Су-29, Су-31. Су-26 совершил свой первый полёт в июне 1984 года. Также на этих самолётах выступали представители аэроклуба ОКБ Сухого.
Пилотажные самолёты семейства «Су» являются лучшими аэробатическими самолётами для участия в соревнованиях самого сложного класса «Без ограничений» (Unlimited). Компания «Сухой» является спонсором сборной России по высшему пилотажу. В 1992—1993 годах на самолётах Су-26М выиграны национальные первенства США и Австралии.
К 2013 году выпуск самолётов прекращён. Известным приверженцем пилотажных самолётов марки Су является Светлана Капанина, которая неоднократно поднимала вопрос о возобновлении их производства..

### Гражданское направление
В начале 90-х годов в ОКБ развёрнуты работы по гражданской тематике, в 2001 году совершили первые полёты грузопассажирский самолёт Су-80ГП и сельскохозяйственный Су-38Л.
В 1999 году Генеральным директором ОКБ был избран М. А. Погосян. Новый Генеральный директор провёл реформу ОКБ , при которой была создана вертикально интегрированная структура, которая осуществляла полный цикл работ по созданию авиационной техники, в состав которой, наряду с ОКБ, входили и серийные заводы. В 2000 году было организовано «дочернее предприятие» — «Гражданские самолёты Сухого», где началось проектирование SSJ-100.

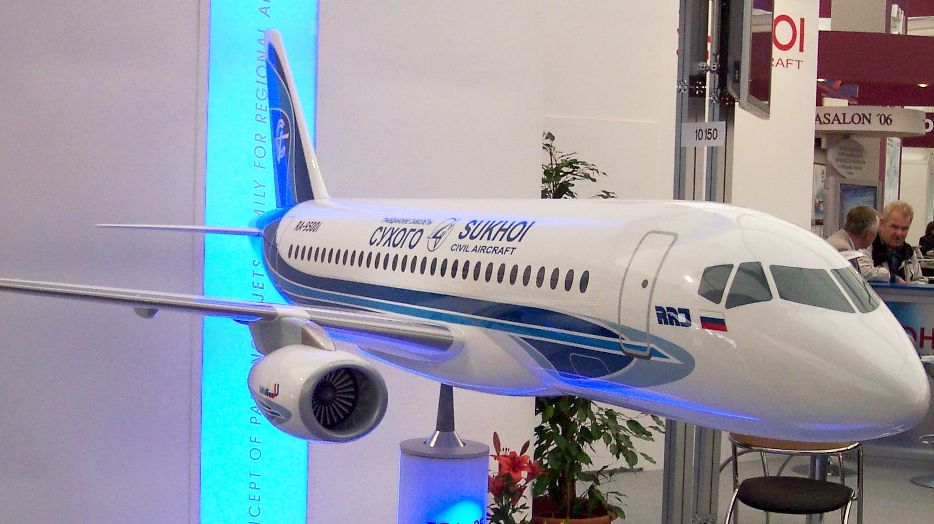
Sukhoi Superjet

19 мая 2008 года совершил полёт первый опытный экземпляр самолёта Superjet SSJ-100 и в апреле 2011 года началась эксплуатация самолёта на регулярных рейсах в авиакомпаниях. ОКБ Сухого разрабатывает гражданские самолёты совместно с ЗАО «ГСС» и занимается разработкой и модернизацией боевых самолётов: ПАК ФА — перспективный авиационный комплекс фронтовой авиации, истребители семейства Су-27 и Су-30, в частности Су-35, штурмовики семейства Су-25.
За многие десятилетия коллективом ОКБ создано около 100 типов самолётов и их модификаций, из которых более 60 типов выпускались серийно, а общее число серийно выпущенных самолётов превышает 10000 экземпляров. Свыше 2000 самолётов поставлены в 30 стран мира. На самолётах «Су» установлено более 50 мировых рекордов.

### Космическая программа
С 2000 года КБ Сухого участвовало в проекте многоразового космического летательного аппарата «Клипер» РКК «Энергия». Проект был прекращён в 2006 году.

### Искусственное сердце
В конце 1960-х годов в КБ была начата разработка непрофильной для коллектива медико-технической темы. По просьбе Министра здравоохранения СССР Б. В. Петровского П. О. Сухим в КБ была создана группа, целью которой было оказание технической помощи медикам в создании искусственного сердца — пневмогидравлического насоса, способного временно заместить естественное сердце человека и поддержать его жизнедеятельность до того момента, когда появится возможность установить донорское сердце взамен искусственного.
В 1972 году состоялись встречи П. О. Сухого с Б. В. Петровским и его заместителем Е. И. Чазовым, на которых были уточнены общие требования к разрабатываемым в КБ медико-техническим устройствам.
В 1974 году в период пребывания президента США Р. Никсона в Москве проблема получила новый импульс, было заключено межгосударственное соглашение между СССР и США «О совместных исследованиях и разработке искусственного сердца». Приказом Минавиапрома ОКБ Сухого было определено головным исполнителем по разработке искусственного сердца с пневмоприводом. Работа велась под тематическим руководством директора Института трансплантации и искусственных органов Минздрава РСФСР профессора В. И. Шумакова — руководителя программы искусственного сердца в СССР.
Коллектив созданной в КБ лаборатории искусственного сердца вёл совместные работы со многими медицинскими центрами США, ФРГ, Польши, Болгарии, Чехословакии. Делегации этих стран неоднократно посещали лабораторию. В 1978 и 1979 годах лабораторию посещал всемирно известный хирург Майкл Дебейки — руководитель программы искусственного сердца в США. Он высоко оценил уровень проведённых разработок.
Работы по проблеме искусственного сердца велись совместно с медиками США в течение 20 лет. За этот период были созданы опытные образцы искусственного сердца, успешно применявшиеся в медико-биологических экспериментах на животных. Ряд образцов в порядке обмена был передан в медицинские центры США и Чехословакии. В лаборатории была освоена уникальная технология изготовления образцов искусственного сердца из тромборезистентных (совместимых с кровью) материалов.

## Руководители предприятия
В разные годы коллектив возглавляли П. О. Сухой, Е. А. Иванов, М. П. Симонов.
Директорами предприятия с 1960 по 1999 год были:
- М. П. Семёнов,
- А. С. Зажигин,
- В. Н. Мизгер,
- Б. В. Ракитин,
- В. Н. Авраменко,
- В. В. Головкин.

С 1999 по 2007 год Генеральным директором был М. А. Погосян. С июля 2007 года на должность исполнительного директора назначен Игорь Яковлевич Озар.
По состоянию на октябрь 2016 года директором филиала ПАО "Компания «Сухой» «ОКБ Сухого» является Михаил Юрьевич Стрелец, работавший над созданием Су-57 и С-70.

## Авиационный клуб ОКБ Сухого
С середины 1980-х годов существует авиационно-спортивный клуб ОКБ Сухого. Ранее он базировался в Тульской области на аэродроме Рыдома. За время работы подготовлено больше 200 спортсменов. Члены команды, выступая на Су-26, Су-29, Су-31, становились чемпионами и призёрами национальных, европейских и мировых соревнований.

## Памятники

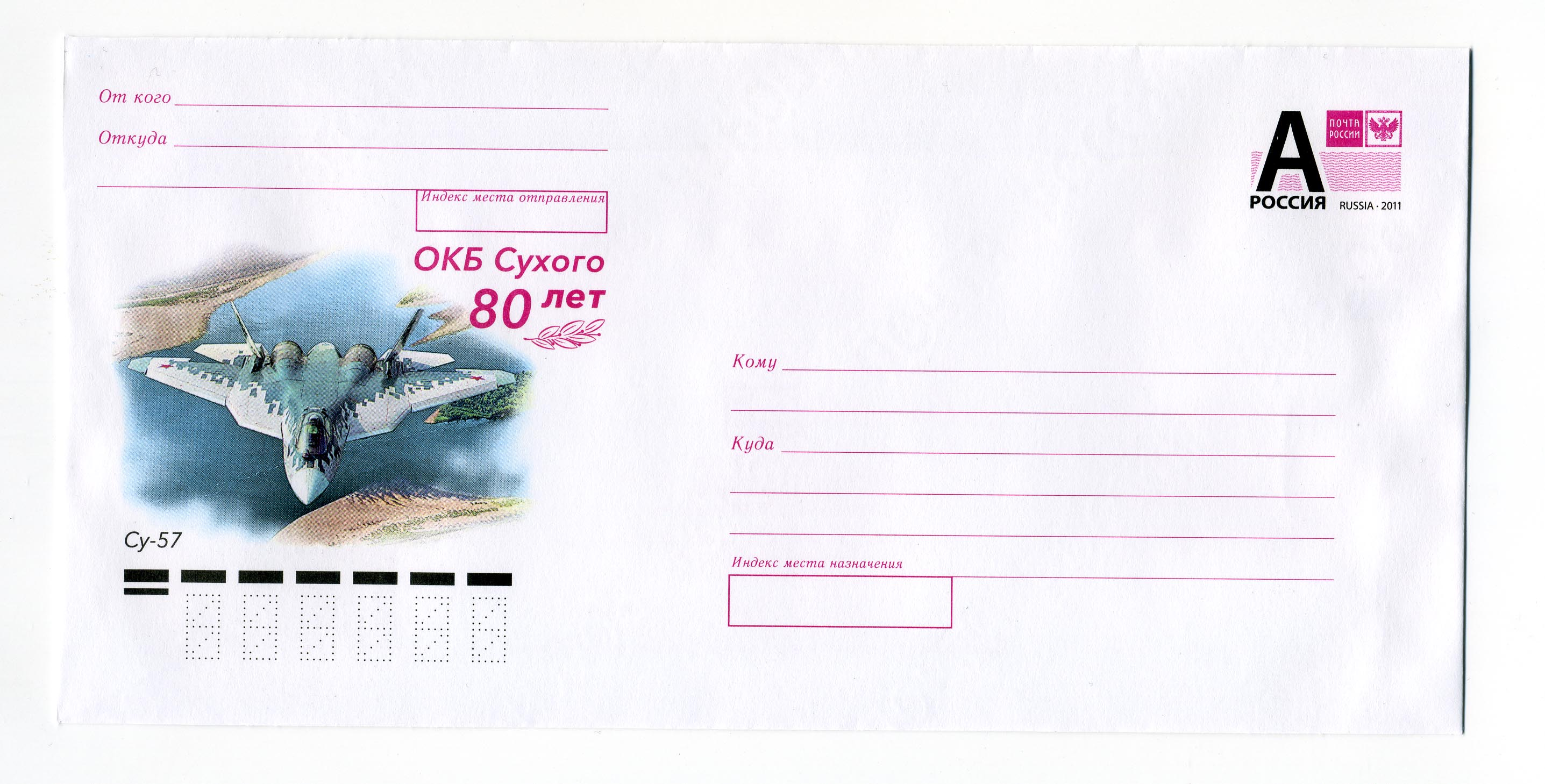
Почтовый конверт России, 2019

На территории ОКБ Сухого установлены памятники авиаконструкторам Н. Н. Поликарпову и П. О. Сухому, а также памятники-самолёты И-153, Су-2, Су-7, Су-15, Су-17, Су-24М, Су-25, Су-27, Су-33.